# Copa América de Ciclismo (mannen)
De Copa América de Ciclismo is een voormalige eendaagse wielerwedstrijd voor mannen die gehouden werd in São Paulo in Brazilië. De wedstrijd kende ook een editie voor vrouwen. De wedstrijd voor de mannen maakte deel uit van de UCI America Tour.

## Winnaars

### Meervoudige winnaars
| Overwinningen | Renner             | Land       | Jaren                     |
| ------------- | ------------------ | ---------- | ------------------------- |
| 4             | Nilceu Santos      | Brazilië   | 2005 + 2006 + 2007 + 2008 |
| 3             | Francisco Chamorro | Argentinië | 2009 + 2012 + 2013        |

### Overwinningen per land
| Overwinningen | Land                      |
| ------------- | ------------------------- |
| 9             | Brazilië                  |
| 3             | Argentinië                |
| 1             | Uruguay, Verenigde Staten |

2005 · 
2006 · 
2007 · 
2008 · 
2009 · 
2010 · 
2011 · 
2012 · 
2013 ·
2014 ·
2015 ·
2016 ·
2017 · 
2018 ·
2019 ·
2020 ·
2021 ·
2022 ·
2023 ·
2024 ·
2025
Belangrijkste wedstrijden

Ronde van San Luis · Ronde van Californië · Ronde van Utah · USA Pro Challenge · Ronde van Alberta